# Мач пойнт
„Мач пойнт“ (на английски: Match Point) е британски драматичен филм от 2005 г. на режисьора Уди Алън по негов собствен сценарий. Премиерата е на 12 май 2005 г. на кинофестивала в Кан. Главните роли се изпълняват от Джонатан Рис Майърс, Скарлет Йохансон, Емили Мортимър, Матю Гуд, Брайън Кокс.

## Сюжет
В центъра на сюжета е амбициозен учител по тенис, който се жени за момиче от богато английско семейство, но се влюбва в годеницата на нейния брат, американка от скромен произход, която прави неуспешни опити да стане актриса. 

## В ролите
| Актьор              | Роля             |
| ------------------- | ---------------- |
| Джонатан Рис Майърс | Крис Уилтън      |
| Скарлет Йохансон    | Нола Райс        |
| Емили Мортимър      | Клои Хюит Уилтън |
| Матю Гуд            | Том Хюит         |
| Брайън Кокс         | Алек Хюит        |
| Пенелопе Уилтън     | Елинор Хюит      |
| Юън Бремнър         | инспектор Дауд   |
| Джеймс Несбит       | детектив Банър   |
| Рупърт Пенри-Джоунс | Хенри            |

## Награди и номинации
| Категория                         | Номиниран(и)           | Резултат               |
| Оскар (5 март 2006 г.)            | Оскар (5 март 2006 г.) | Оскар (5 март 2006 г.) |
| --------------------------------- | ---------------------- | ---------------------- |
| Най-добър оригинален сценарий     | Уди Алън               | номинация              |
| Златен глобус (16 януари 2006 г.) |                        |                        |
| Най-добър филм – драма            | Най-добър филм – драма | номинация              |
| Най-добър режисьор                | Уди Алън               | номинация              |
| Най-добър сценарий                | Уди Алън               | номинация              |
| Най-добра поддържаща актриса      | Скарлет Йохансон       | номинация              |